# Česká hokejová extraliga 2020/2021
Česká hokejová extraliga 2020/2021 byla 28. ročníkem nejvyšší hokejové soutěže v Česku. Rytíře Kladno pro tuto sezónu vystřídal tým Madeta Motor České Budějovice. Kvůli pandemii covidu-19 se větší část sezóny hrála bez diváků. Systém soutěže byl oproti zvyklostem změněn. Ze soutěže se výjimečně nesestupovalo (v další sezóně se soutěž dočasně rozšířila na 15 týmů o vítěze play-off 1. ligy). Extraligové play-off si zahrálo 12 týmů místo dosavadních deseti. První čtyři týmy základní části postoupily přímo do čtvrtfinále, týmy na pátém až dvanáctém místě hrály předkolo.

## Kluby podle krajů
- Praha: HC Sparta Praha
- Středočeský kraj: BK Mladá Boleslav
- Jihočeský kraj: Madeta Motor České Budějovice
- Plzeňský kraj: HC Škoda Plzeň
- Pardubický kraj: HC Dynamo Pardubice
- Liberecký kraj: Bílí Tygři Liberec
- Ústecký kraj: HC Verva Litvínov
- Moravskoslezský kraj: HC Oceláři Třinec, HC Vítkovice Ridera
- Olomoucký kraj: HC Olomouc
- Zlínský kraj: PSG Berani Zlín
- Karlovarský kraj HC Energie Karlovy Vary
- Královéhradecký kraj: Mountfield HK
- Jihomoravský kraj: HC Kometa Brno

## Základní údaje

### Realizační tým a ostatní
Údaje v tabulce jsou platné k začátku soutěže.
| Klub                          | Hlavní trenér    | Kapitán          | Přestupy | Předchozí sezona (po ZČ) | Soupisky |
| ----------------------------- | ---------------- | ---------------- | -------- | ------------------------ | -------- |
| Bílí Tygři Liberec            | Patrik Augusta   | Petr Jelínek     | Zde      | Zlatá medaile            | Zde      |
| HC Oceláři Třinec             | Václav Varaďa    | Petr Vrána       | Zde      | Stříbrná medaile         | Zde      |
| HC Sparta Praha               | Miloslav Hořava  | Michal Řepík     | Zde      | Bronzová medaile         | Zde      |
| BK Mladá Boleslav             | Radim Rulík      | Martin Ševc      | Zde      | 4. místo                 | Zde      |
| HC Škoda Plzeň                | Ladislav Čihák   | Milan Gulaš      | Zde      | 5. místo                 | Zde      |
| HC Kometa Brno                | Libor Zábranský  | Martin Zaťovič   | Zde      | 6. místo                 | Zde      |
| HC Olomouc                    | Zdeněk Moták     | Martin Vyrůbalík | Zde      | 7. místo                 | Zde      |
| Mountfield HK                 | Vladimír Růžička | Radek Smoleňák   | Zde      | 8. místo                 | Zde      |
| HC Energie Karlovy Vary       | Martin Pešout    | Václav Skuhravý  | Zde      | 9. místo                 | Zde      |
| PSG Berani Zlín               | Robert Svoboda   | Tomáš Žižka      | Zde      | 10. místo                | Zde      |
| HC Dynamo Pardubice           | Milan Razým      | Jakub Nakládal   | Zde      | 11. místo                | Zde      |
| HC Verva Litvínov             | Vladimír Országh | Viktor Hübl      | Zde      | 12. místo                | Zde      |
| HC Vítkovice Ridera           | Mojmír Trličík   | Roman Polák      | Zde      | 13. místo                | Zde      |
| Madeta Motor České Budějovice | Václav Prospal   | Pavel Pýcha      | Zde      | postup z 1. ligy         | Zde      |

## Hráčské statistiky základní části

### Kanadské bodování
Toto je konečné pořadí hráčů podle dosažených bodů. Za jeden vstřelený gól nebo přihrávku na gól hráč získal jeden bod.
| Poř. | Hráč           | Tým                | Z  | G  | A  | B  | TM | +/- |
| ---- | -------------- | ------------------ | -- | -- | -- | -- | -- | --- |
| 1.   | Peter Mueller  | HC Kometa Brno     | 46 | 29 | 35 | 64 | 21 | 14  |
| 2.   | Martin Růžička | HC Oceláři Třinec  | 52 | 19 | 44 | 63 | 17 | 34  |
| 3.   | Milan Gulaš    | HC Škoda Plzeň     | 47 | 21 | 35 | 56 | 21 | 46  |
| 4.   | Michal Řepík   | HC Sparta Praha    | 52 | 26 | 27 | 53 | 20 | 34  |
| 5.   | Matěj Stránský | HC Oceláři Třinec  | 50 | 33 | 19 | 52 | 20 | 64  |
| 6.   | David Šťastný  | BK Mladá Boleslav  | 50 | 26 | 26 | 52 | 21 | 16  |
| 7.   | Petr Holík     | HC Kometa Brno     | 48 | 12 | 39 | 51 | 10 | 8   |
| 8.   | David Tomášek  | HC Sparta Praha    | 50 | 19 | 28 | 47 | 10 | 18  |
| 9.   | Roman Horák    | HC Sparta Praha    | 51 | 17 | 30 | 47 | 19 | 6   |
| 10.  | Michal Birner  | Bílí Tygři Liberec | 50 | 14 | 31 | 45 | 14 | 38  |

## Změny během sezóny

### Výměny trenérů
V průběhu sezóny došlo k  změnám trenérů. Jejich přehled je uveden v tabulce:
| Tým                 | Datum změny  | Kolo | Pozice v tabulce | Odvolaný trenér | Nově nastoupivší trenér |
| ------------------- | ------------ | ---- | ---------------- | --------------- | ----------------------- |
| HC Dynamo Pardubice | 21. 11. 2020 | 19.  | 14.              | Milan Razým     | Richard Král            |
| HC Vítkovice Ridera | 6. 12. 2020  | 25.  | 9.               | Mojmír Trličík  | Miloš Holaň             |

## Konečná tabulka základní části
| Poř. | Tým                           | Z  | V  | VP | PP | P  | VG  | OG  | B   |
| ---- | ----------------------------- | -- | -- | -- | -- | -- | --- | --- | --- |
| 1.   | HC Sparta Praha               | 52 | 32 | 3  | 6  | 11 | 194 | 116 | 108 |
| 2.   | HC Oceláři Třinec             | 52 | 31 | 4  | 5  | 12 | 187 | 130 | 106 |
| 3.   | BK Mladá Boleslav             | 52 | 26 | 6  | 7  | 13 | 167 | 126 | 97  |
| 4.   | Bílí Tygři Liberec            | 52 | 24 | 8  | 5  | 15 | 152 | 118 | 93  |
| 5.   | HC Škoda Plzeň                | 52 | 24 | 6  | 7  | 15 | 170 | 128 | 91  |
| 6.   | Mountfield HK                 | 52 | 26 | 4  | 3  | 19 | 144 | 127 | 89  |
| 7.   | HC Dynamo Pardubice           | 52 | 21 | 7  | 4  | 20 | 141 | 146 | 81  |
| 8.   | HC Vítkovice Ridera           | 52 | 20 | 4  | 6  | 22 | 130 | 142 | 74  |
| 9.   | HC Kometa Brno                | 52 | 19 | 5  | 6  | 22 | 144 | 152 | 73  |
| 10.  | HC Energie Karlovy Vary       | 52 | 17 | 8  | 6  | 21 | 145 | 176 | 73  |
| 11.  | HC Verva Litvínov             | 52 | 17 | 8  | 5  | 22 | 133 | 146 | 72  |
| 12.  | HC Olomouc                    | 52 | 14 | 6  | 5  | 27 | 105 | 156 | 59  |
| 13.  | PSG Berani Zlín               | 52 | 11 | 3  | 4  | 34 | 108 | 178 | 43  |
| 14.  | Madeta Motor České Budějovice | 52 | 6  | 4  | 7  | 35 | 128 | 207 | 33  |

V případě čtvrtfinále se jednalo historicky o nejkratší čtvrtfinále ligy. Brankář Bílí Tygři Liberec Petr Kváča se v onom čtvrtfinále zapsal do historie třetím nejdelším úsekem bez inkasované branky v historii play-off. Neprůstřelnost proti týmu Mountfield Hradec Králové držel 178 minut a 11 vteřin.

## Pavouk play off
|  | Předkolo | Předkolo       | Předkolo       |                |   | Čtvrtfinále | Čtvrtfinále | Čtvrtfinále |  |   | Semifinále   | Semifinále | Semifinále |  |   | Finále  | Finále | Finále |
|  |          |                |                |                |   |             |             |             |  |   |              |            |            |  |   |         |        |        |
|  |          |                |                |                |   |             |             |             |  |   |              |            |            |  |   |         |        |        |
|  |          | 1              | Sparta Praha   | 4              |   |             |             |             |  |   |              |            |            |  |   |         |        |        |
|  |          |                |                | 4              |   |             |             |             |  |   |              |            |            |  |   |         |        |        |
|  |          |                | 12             | Olomouc        | 0 |             |             |             |  |   |              |            |            |  |   |         |        |        |
|  | 5        | Plzeň          | 12             | Olomouc        | 0 | 0           |             |             |  |   |              |            |            |  |   |         |        |        |
|  | 5        | Plzeň          |                |                |   | 0           |             |             |  |   |              |            |            |  |   |         |        |        |
|  | 12       | Olomouc        | 3              |                |   |             |             |             |  |   |              |            |            |  |   |         |        |        |
|  | 12       | Olomouc        | 3              |                |   |             |             |             |  | 1 | Sparta Praha | 3          |            |  |   |         |        |        |
|  |          |                |                |                |   |             |             |             |  | 1 | Sparta Praha | 3          |            |  |   |         |        |        |
|  |          | 4              | Liberec        | 4              |   |             |             |             |  |   |              |            |            |  |   |         |        |        |
|  |          | 4              | Liberec        | 4              |   |             |             |             |  |   |              |            |            |  |   |         |        |        |
|  |          |                |                |                |   |             |             |             |  |   |              |            |            |  |   |         |        |        |
|  |          |                |                |                |   |             |             |             |  |   |              |            |            |  |   |         |        |        |
|  |          | 4              | Liberec        | 4              |   |             |             |             |  |   |              |            |            |  |   |         |        |        |
|  |          |                |                | 4              |   |             |             |             |  |   |              |            |            |  |   |         |        |        |
|  |          |                | 6              | Hradec Králové | 0 |             |             |             |  |   |              |            |            |  |   |         |        |        |
|  | 6        | Hradec Králové | 6              | Hradec Králové | 0 | 3           |             |             |  |   |              |            |            |  |   |         |        |        |
|  | 6        | Hradec Králové |                |                |   | 3           |             |             |  |   |              |            |            |  |   |         |        |        |
|  | 11       | Litvínov       | 0              |                |   |             |             |             |  |   |              |            |            |  |   |         |        |        |
|  | 11       | Litvínov       | 0              |                |   |             |             |             |  |   |              |            |            |  | 4 | Liberec | 1      |        |
|  |          |                |                |                |   |             |             |             |  |   |              |            |            |  | 4 | Liberec | 1      |        |
|  |          | 2              | Třinec         | 4              |   |             |             |             |  |   |              |            |            |  |   |         |        |        |
|  |          | 2              | Třinec         | 4              |   |             |             |             |  |   |              |            |            |  |   |         |        |        |
|  |          |                |                |                |   |             |             |             |  |   |              |            |            |  |   |         |        |        |
|  |          |                |                |                |   |             |             |             |  |   |              |            |            |  |   |         |        |        |
|  |          | 2              | Třinec         | 4              |   |             |             |             |  |   |              |            |            |  |   |         |        |        |
|  |          |                |                | 4              |   |             |             |             |  |   |              |            |            |  |   |         |        |        |
|  |          |                | 9              | Brno           | 0 |             |             |             |  |   |              |            |            |  |   |         |        |        |
|  | 8        | Vítkovice      | 9              | Brno           | 0 | 2           |             |             |  |   |              |            |            |  |   |         |        |        |
|  | 8        | Vítkovice      |                |                |   | 2           |             |             |  |   |              |            |            |  |   |         |        |        |
|  | 9        | Brno           | 3              |                |   |             |             |             |  |   |              |            |            |  |   |         |        |        |
|  | 9        | Brno           | 3              |                |   |             |             |             |  | 2 | Třinec       | 4          |            |  |   |         |        |        |
|  |          |                |                |                |   |             |             |             |  | 2 | Třinec       | 4          |            |  |   |         |        |        |
|  |          | 3              | Mladá Boleslav | 3              |   |             |             |             |  |   |              |            |            |  |   |         |        |        |
|  |          | 3              | Mladá Boleslav | 3              |   |             |             |             |  |   |              |            |            |  |   |         |        |        |
|  |          |                |                |                |   |             |             |             |  |   |              |            |            |  |   |         |        |        |
|  |          |                |                |                |   |             |             |             |  |   |              |            |            |  |   |         |        |        |
|  |          | 3              | Mladá Boleslav | 4              |   |             |             |             |  |   |              |            |            |  |   |         |        |        |
|  |          |                |                | 4              |   |             |             |             |  |   |              |            |            |  |   |         |        |        |
|  |          |                | 7              | Pardubice      | 0 |             |             |             |  |   |              |            |            |  |   |         |        |        |
|  | 7        | Pardubice      | 7              | Pardubice      | 0 | 3           |             |             |  |   |              |            |            |  |   |         |        |        |
|  | 7        | Pardubice      |                |                |   | 3           |             |             |  |   |              |            |            |  |   |         |        |        |
|  | 10       | Karlovy Vary   | 1              |                |   |             |             |             |  |   |              |            |            |  |   |         |        |        |

### Předkolo

#### HC Škoda Plzeň(5.) –HC Olomouc(12.)
| 10. března 2021 17:30 | HC Škoda Plzeň | 1:2 (0:1, 0:1, 1:0) | HC Olomouc | LOGSPEED CZ Aréna, Plzeň Návštěvnost: Bez diváků |  |

| Zpráva                                             |                                                    |             |                                                                                 |                                                                         |
| Dominik Frodl                                      | Dominik Frodl                                      | Brankáři    | Branislav Konrád                                                                | Rozhodčí: Oldřich Hejduk Luděk Pilný Čároví: Daniel Hynek Lukáš Kajínek |
| 52:06' David Kvasnička (Jan Eberle, David Jiříček) | 52:06' David Kvasnička (Jan Eberle, David Jiříček) | 0:1 0:2 1:2 | 07:17' Jan Káňa (Lukáš Nahodil, Jakub Navrátil) 24:38' Jan Káňa (Lukáš Nahodil) | Rozhodčí: Oldřich Hejduk Luděk Pilný Čároví: Daniel Hynek Lukáš Kajínek |
| 16 min                                             | 16 min                                             | Tresty      | 8 min                                                                           | Rozhodčí: Oldřich Hejduk Luděk Pilný Čároví: Daniel Hynek Lukáš Kajínek |
| 33                                                 | 33                                                 | Střely      | 30                                                                              | Rozhodčí: Oldřich Hejduk Luděk Pilný Čároví: Daniel Hynek Lukáš Kajínek |

| 11. března 2021 17:30 | HC Škoda Plzeň | 2:3 (1:2, 0:1, 1:0) | HC Olomouc | LOGSPEED CZ Aréna, Plzeň Návštěvnost: Bez diváků |  |

| Zpráva                                                                                    |                                                                                           |                     | |                                                                     |
| Dominik Frodl                                                                             | Dominik Frodl                                                                             | Brankáři            | Branislav Konrád | Rozhodčí: Daniel Pražák Filip Vrba Čároví: Jiří Ondráček Josef Špůr |
| 13:07' Martin Dočekal (Jaroslav Kracík, Matyáš Kantner) 44:45' Petr Kodýtek (Pavel Musil) | 13:07' Martin Dočekal (Jaroslav Kracík, Matyáš Kantner) 44:45' Petr Kodýtek (Pavel Musil) | 0:1 0:2 1:2 1:3 2:3 | 01:02' Rostislav Olesz (David Ostřížek, Jan Švrček) 09:27' Vojtěch Tomeček (Lukáš Nahodil, Tomáš Dujsík) 25:20' Lukáš Nahodil (Vojtěch Tomeček, Jan Káňa) | Rozhodčí: Daniel Pražák Filip Vrba Čároví: Jiří Ondráček Josef Špůr |
| 8 min                                                                                     | 8 min                                                                                     | Tresty              | 8 min | Rozhodčí: Daniel Pražák Filip Vrba Čároví: Jiří Ondráček Josef Špůr |
| 33                                                                                        | 33                                                                                        | Střely              | 29 | Rozhodčí: Daniel Pražák Filip Vrba Čároví: Jiří Ondráček Josef Špůr |

| 13. března 2021 17:00 | HC Olomouc | 2:1 (1:0, 1:1, 0:0) | HC Škoda Plzeň | Zimní stadion Olomouc, Olomouc Návštěvnost: Bez diváků |  |

| Zpráva                                                                                            |                                                                                                   |             |                                    |                                                                        |
| Branislav Konrád                                                                                  | Branislav Konrád                                                                                  | Brankáři    | Dominik Frodl                      | Rozhodčí: Vladimír Pešina Petr Úlehla Čároví: Michal Zíka Lukáš Rampír |
| 06:05' Petr Strapáč (Lukáš Kucsera, Jan Bambula) 27:12' Jakub Navrátil (Jan Knotek, David Škůrek) | 06:05' Petr Strapáč (Lukáš Kucsera, Jan Bambula) 27:12' Jakub Navrátil (Jan Knotek, David Škůrek) | 1:0 1:1 2:1 | 24:36' Petr Straka (bez asistence) | Rozhodčí: Vladimír Pešina Petr Úlehla Čároví: Michal Zíka Lukáš Rampír |
| 6 min                                                                                             | 6 min                                                                                             | Tresty      | 8 min                              | Rozhodčí: Vladimír Pešina Petr Úlehla Čároví: Michal Zíka Lukáš Rampír |
| 24                                                                                                | 24                                                                                                | Střely      | 28                                 | Rozhodčí: Vladimír Pešina Petr Úlehla Čároví: Michal Zíka Lukáš Rampír |

Konečný stav série 3:0 na zápasy pro HC Olomouc.

#### Mountfield HK(6.) –HC Verva Litvínov(11.)
| 10. března 2021 17:00 | Mountfield HK | 2:0 (1:0, 0:0, 1:0) | HC Verva Litvínov | ČPP aréna, Hradec Králové Návštěvnost: Bez diváků |  |

| Zpráva                                                                              |                                                                                     |          |             |                                                                       |
| Marek Mazanec                                                                       | Marek Mazanec                                                                       | Brankáři | Denis Godla | Rozhodčí: Pavel Hodek Daniel Pražák Čároví: Jiří Ganger David Klouček |
| 02:19' Aleš Jergl (Jeremie Blain) 51:34' Kelly Klíma (Aleš Jergl, Richard Nedomlel) | 02:19' Aleš Jergl (Jeremie Blain) 51:34' Kelly Klíma (Aleš Jergl, Richard Nedomlel) | 1:0 2:0  |             | Rozhodčí: Pavel Hodek Daniel Pražák Čároví: Jiří Ganger David Klouček |
| 14 min                                                                              | 14 min                                                                              | Tresty   | 14 min      | Rozhodčí: Pavel Hodek Daniel Pražák Čároví: Jiří Ganger David Klouček |
| 24                                                                                  | 24                                                                                  | Střely   | 38          | Rozhodčí: Pavel Hodek Daniel Pražák Čároví: Jiří Ganger David Klouček |

| 11. března 2021 18:00 | Mountfield HK | 3:1 (1:1, 2:0, 0:0) | HC Verva Litvínov | ČPP aréna, Hradec Králové Návštěvnost: Bez diváků |  |

| Zpráva | |                 |                                         |                                                                     |
| Marek Mazanec | Marek Mazanec | Brankáři        | Denis Godla                             | Rozhodčí: Robin Šír Matěj Sýkora Čároví: Jiří Gebauer Marek Hlavatý |
| 14:53' Radim Šalda (Vladimír Růžička ml., Filip Pavlík) 24:50' Jakub Orsava (Jakub Lev) 38:19' Petr Koukal (Richard Nedomlel, Radek Smoleňák) | 14:53' Radim Šalda (Vladimír Růžička ml., Filip Pavlík) 24:50' Jakub Orsava (Jakub Lev) 38:19' Petr Koukal (Richard Nedomlel, Radek Smoleňák) | 1:0 1:1 2:1 3:1 | 19:46' Tomáš Pospíšil (Přemysl Svoboda) | Rozhodčí: Robin Šír Matěj Sýkora Čároví: Jiří Gebauer Marek Hlavatý |
| 8 min | 8 min | Tresty          | 8 min                                   | Rozhodčí: Robin Šír Matěj Sýkora Čároví: Jiří Gebauer Marek Hlavatý |
| 21 | 21 | Střely          | 30                                      | Rozhodčí: Robin Šír Matěj Sýkora Čároví: Jiří Gebauer Marek Hlavatý |

| 13. března 2021 18:30 | HC Verva Litvínov | 1:5 (0:3, 0:2, 1:0) | Mountfield HK | Zimní stadion Ivana Hlinky, Litvínov Návštěvnost: Bez diváků |  |

| Zpráva                                    |                                           |                         | |                                                                        |
| Denis Godla, Šimon Zajíček                | Denis Godla, Šimon Zajíček                | Brankáři                | Marek Mazanec | Rozhodčí: René Hradil Roman Svoboda Čároví: Tomáš Brejcha Michal Axman |
| 44:34' Richard Jarůšek (Oskars Cibulskis) | 44:34' Richard Jarůšek (Oskars Cibulskis) | 0:1 0:2 0:3 0:4 0:5 1:5 | 04:47' Radim Šalda (Jordann Perret, Jakub Lev) 16:29' Jeremie Blain (Kevin Klíma) 17:27' Jakub Orsava (bez asistence) 26:54' Marek Zachar (Jordann Perret, Vladimír Růžička ml.) 27:25' Radek Smoleňák (bez asistence) | Rozhodčí: René Hradil Roman Svoboda Čároví: Tomáš Brejcha Michal Axman |
| 6 min                                     | 6 min                                     | Tresty                  | 10 min | Rozhodčí: René Hradil Roman Svoboda Čároví: Tomáš Brejcha Michal Axman |
| 33                                        | 33                                        | Střely                  | 21 | Rozhodčí: René Hradil Roman Svoboda Čároví: Tomáš Brejcha Michal Axman |

Konečný stav série 3:0 na zápasy pro Mountfield HK.

#### HC Dynamo Pardubice(7.) –HC Energie Karlovy Vary(10.)
| 10. března 2021 19:00 | HC Dynamo Pardubice | 2:1 (0:0, 2:0, 0:1) | HC Energie Karlovy Vary | enteria arena, Pardubice Návštěvnost: Bez diváků |  |

| Zpráva                                                                                     |                                                                                            |             |                                   |                                                                      |
| Milan Klouček                                                                              | Milan Klouček                                                                              | Brankáři    | Vladislav Habal                   | Rozhodčí: Adam Kika Pavel Obadal Čároví: Tomáš Brejcha Radek Špringl |
| 21:25' Ondřej Roman (Ondřej Rohlík) 36:20' Andrej Kosticyn (Tomáš Zohorna, Anthony Camara) | 21:25' Ondřej Roman (Ondřej Rohlík) 36:20' Andrej Kosticyn (Tomáš Zohorna, Anthony Camara) | 1:0 2:0 2:1 | 50:22' Jakub Flek (Petr Šenkeřík) | Rozhodčí: Adam Kika Pavel Obadal Čároví: Tomáš Brejcha Radek Špringl |
| 22 min                                                                                     | 22 min                                                                                     | Tresty      | 20 min                            | Rozhodčí: Adam Kika Pavel Obadal Čároví: Tomáš Brejcha Radek Špringl |
| 31                                                                                         | 31                                                                                         | Střely      | 29                                | Rozhodčí: Adam Kika Pavel Obadal Čároví: Tomáš Brejcha Radek Špringl |

| 11. března 2021 18:00 | HC Dynamo Pardubice | 11:3 (5:1, 5:2, 1:0) | HC Energie Karlovy Vary | enteria arena, Pardubice Návštěvnost: Bez diváků |  |

| Zpráva | |                                                            | |                                                                        |
| Milan Klouček | Milan Klouček | Brankáři                                                   | Filip Novotný, Vladislav Habal | Rozhodčí: René Hradil Roman Mrkva Čároví: Vít Lederer Vladimír Rožánek |
| 06:14' Anthony Camara (Robert Kousal, Tomáš Zohorna) 08:01' Tomáš Zohorna (Robert Kousal, Andrej Kosticyn) 14:37' Juraj Mikuš (Anthony Camara, Tomáš Zohorna) 18:09' Ondřej Vála (Tomáš Zohorna, Anthony Camara) 18:53' Matej Paulovič (Marek Ďaloga) 20:34' Tomáš Zohorna (Marek Ďaloga, Anthony Camara) 21:30' Ondřej Roman (Ondřej Rohlík, Luboš Horký) 22:15' Andrej Kosticyn (Matouš Kratochvil, Marek Ďaloga) 22:57' Anthony Camara (Marek Ďaloga, Robert Kousal) 36:02' Matěj Blümel (bez asistence) 55:54' Matěj Blümel (Matej Paulovič, Jakub Nakládal) | 06:14' Anthony Camara (Robert Kousal, Tomáš Zohorna) 08:01' Tomáš Zohorna (Robert Kousal, Andrej Kosticyn) 14:37' Juraj Mikuš (Anthony Camara, Tomáš Zohorna) 18:09' Ondřej Vála (Tomáš Zohorna, Anthony Camara) 18:53' Matej Paulovič (Marek Ďaloga) 20:34' Tomáš Zohorna (Marek Ďaloga, Anthony Camara) 21:30' Ondřej Roman (Ondřej Rohlík, Luboš Horký) 22:15' Andrej Kosticyn (Matouš Kratochvil, Marek Ďaloga) 22:57' Anthony Camara (Marek Ďaloga, Robert Kousal) 36:02' Matěj Blümel (bez asistence) 55:54' Matěj Blümel (Matej Paulovič, Jakub Nakládal) | 1:0 2:0 2:1 3:1 4:1 5:1 6:1 7:1 8:1 9:1 9:2 10:2 10:3 11:3 | 11:09' Tomáš Vondráček (Ondřej Beránek, Václav Skuhravý) 35:37' Jakub Flek (Tomáš Rachůnek) 39:02' Jakub Flek (Tomáš Rachůnek, Jan Hladonik) | Rozhodčí: René Hradil Roman Mrkva Čároví: Vít Lederer Vladimír Rožánek |
| 8 min | 8 min | Tresty                                                     | 8 min | Rozhodčí: René Hradil Roman Mrkva Čároví: Vít Lederer Vladimír Rožánek |
| 29 | 29 | Střely                                                     | 28 | Rozhodčí: René Hradil Roman Mrkva Čároví: Vít Lederer Vladimír Rožánek |

| 13. března 2021 17:30 | HC Energie Karlovy Vary | 2:1 PP (0:0, 0:1, 1:0 - 1:0) | HC Dynamo Pardubice | KV Arena, Karlovy Vary Návštěvnost: Bez diváků |  |

| Zpráva                                                                                 |                                                                                        |             |                                                       |                                                                        |
| Filip Novotný                                                                          | Filip Novotný                                                                          | Brankáři    | Milan Klouček                                         | Rozhodčí: Antonín Jeřábek Tomáš Veselý Čároví: Tomáš Pešek Ondřej Malý |
| 57:58' Martin Kohout (Jakub Flek, Tomáš Rachůnek) 77:21' Martin Kohout (bez asistence) | 57:58' Martin Kohout (Jakub Flek, Tomáš Rachůnek) 77:21' Martin Kohout (bez asistence) | 0:1 1:1 2:1 | 24:31' Patrik Poulíček (Matěj Blümel, Matej Paulovič) | Rozhodčí: Antonín Jeřábek Tomáš Veselý Čároví: Tomáš Pešek Ondřej Malý |
| 8 min                                                                                  | 8 min                                                                                  | Tresty      | 10 min                                                | Rozhodčí: Antonín Jeřábek Tomáš Veselý Čároví: Tomáš Pešek Ondřej Malý |
| 43                                                                                     | 43                                                                                     | Střely      | 46                                                    | Rozhodčí: Antonín Jeřábek Tomáš Veselý Čároví: Tomáš Pešek Ondřej Malý |

| 14. března 2021 15:00 | HC Energie Karlovy Vary | 1:5 (0:0, 0:2, 1:3) | HC Dynamo Pardubice | KV Arena, Karlovy Vary Návštěvnost: Bez diváků |  |

| Zpráva                              |                                     |                         | |                                                                       |
| Filip Novotný                       | Filip Novotný                       | Brankáři                | Milan Klouček | Rozhodčí: Petr Lacina Daniel Pražák Čároví: Jiří Ganger David Klouček |
| 54:45' Petr Koblasa (Martin Kohout) | 54:45' Petr Koblasa (Martin Kohout) | 0:1 0:2 0:3 0:4 0:5 1:5 | 32:45' Patrik Poulíček (Jan Kolář) 36:48' Jakub Nakládal (Andrej Kosticyn) 42:10' Andrej Kosticyn (bez asistence) 51:37' Luboš Horký (Juraj Mikuš) 52:07' Luboš Horký (Ondřej Roman, Jan Kolář) | Rozhodčí: Petr Lacina Daniel Pražák Čároví: Jiří Ganger David Klouček |
| 47 min                              | 47 min                              | Tresty                  | 14 min | Rozhodčí: Petr Lacina Daniel Pražák Čároví: Jiří Ganger David Klouček |
| 25                                  | 25                                  | Střely                  | 34 | Rozhodčí: Petr Lacina Daniel Pražák Čároví: Jiří Ganger David Klouček |

Konečný stav série 3:1 na zápasy pro HC Dynamo Pardubice.

#### HC Vítkovice Ridera(8.) –HC Kometa Brno(9.)
| 10. března 2021 17:00 | HC Vítkovice Ridera | 2:1 PP (0:0, 1:0, 0:1 - 1:0) | HC Kometa Brno | Ostravar Aréna, Ostrava |  |

| Zpráva                                  |                                         |          |                       |                                                                         |
|                                         |                                         | Brankáři |                       | Rozhodčí: Jakub Šindel Vladimír Pešina Čároví: Michal Zíka Lukáš Rampír |
| 38:58 Lukáš Kovář 60:16 Dominik Lakatoš | 38:58 Lukáš Kovář 60:16 Dominik Lakatoš |          | 54:31 Peter Schneider | Rozhodčí: Jakub Šindel Vladimír Pešina Čároví: Michal Zíka Lukáš Rampír |

| 11. března 2021 17:00 | HC Vítkovice Ridera | 2:1 (1:0, 1:0, 0:1) | HC Kometa Brno | Ostravar Aréna, Ostrava |  |

| Zpráva                                        |                                               |          |                  |                                                                         |
|                                               |                                               | Brankáři |                  | Rozhodčí: Pavel Hodek Tomáš Horák Čároví: Miroslav Lhotský Jiří Svoboda |
| 09:36 Alexandre Mallet 31:26 Vladimír Svačina | 09:36 Alexandre Mallet 31:26 Vladimír Svačina |          | 43:44 Filip Král | Rozhodčí: Pavel Hodek Tomáš Horák Čároví: Miroslav Lhotský Jiří Svoboda |

| 13. března 2021 17:00 | HC Kometa Brno | 2:1 PP (0:0, 0:0, 1:1 - 1:0) | HC Vítkovice Ridera | DRFG Arena, Brno |  |

| Zpráva                                   |                                          |          |                  |                                                                   |
|                                          |                                          | Brankáři |                  | Rozhodčí: Daniel Pražák Adam Kika Čároví: Jakub Frodl Vít Komárek |
| 47:48 Peter Mueller 72:59 Martin Zaťovič | 47:48 Peter Mueller 72:59 Martin Zaťovič |          | 50:19 Jan Hruška | Rozhodčí: Daniel Pražák Adam Kika Čároví: Jakub Frodl Vít Komárek |

| 14. března 2021 17:00 | HC Kometa Brno | 2:1 PP (0:1, 0:0, 1:0 - 1:0) | HC Vítkovice Ridera | DRFG Arena, Brno |  |

| Zpráva                                 |                                        |          |                   |                                                                           |
|                                        |                                        | Brankáři |                   | Rozhodčí: Oldřich Hejduk Vladimír Pešina Čároví: Jiří Ondráček Josef Špůr |
| 51:11 Jakub Klepiš 66:12 Rhett Holland | 51:11 Jakub Klepiš 66:12 Rhett Holland |          | 10:04 Marek Kalus | Rozhodčí: Oldřich Hejduk Vladimír Pešina Čároví: Jiří Ondráček Josef Špůr |

| 16. března 2021 17:00 | HC Vítkovice Ridera | 1:3 (1:1, 0:1, 0:1) | HC Kometa Brno | Ostravar Aréna, Ostrava |  |

| Zpráva              |                     |          |                                                            |                                                                           |
|                     |                     | Brankáři |                                                            | Rozhodčí: Oldřich Hejduk Vladimír Pešina Čároví: Jiří Ondráček Josef Špůr |
| 17:13 Petr Fridrich | 17:13 Petr Fridrich |          | 00:47Jakub Valský 37:36 Peter Mueller 58:29 Martin Zaťovič | Rozhodčí: Oldřich Hejduk Vladimír Pešina Čároví: Jiří Ondráček Josef Špůr |

Do čtvrtfinále play off postoupil tým HC Kometa Brno, když zvítězil 3:2 na zápasy.

### Čtvrtfinále

#### Bílí Tygři Liberec(4.) –Mountfield HK(6.)
| 18. března 2021 17:00 | Bílí Tygři Liberec | 4:3 PP (0:1, 1:2, 2:0 - 1:0) | Mountfield HK | Home Credit Arena, Liberec |  |

| Zpráva                                                                   |                                                                          |          |                                                             |                                                                            |
|                                                                          |                                                                          | Brankáři |                                                             | Rozhodčí: Jakub Šindel Antonín Jeřábek Čároví: Tomáš Brejcha Radek Špringl |
| 33:10 Dávid Gríger 53:51 Radan Lenc 58:48 Adam Musil 76:10 Michal Birner | 33:10 Dávid Gríger 53:51 Radan Lenc 58:48 Adam Musil 76:10 Michal Birner |          | 16:29 Kelly Klíma 24:04 Vladimír Růžička 28:01 Jakub Orsava | Rozhodčí: Jakub Šindel Antonín Jeřábek Čároví: Tomáš Brejcha Radek Špringl |

| 19. března 2021 17:00 | Bílí Tygři Liberec | 3:0 (0:0, 2:0, 1:0) | Mountfield HK | Home Credit Arena, Liberec |  |

| Zpráva                                                       |  |          |  |                                                                       |
|                                                              |  | Brankáři |  | Rozhodčí: Robin Šír Roman Svoboda Čároví: Jaromír Bryška Michal Axman |
| 21:11 Michal Bulíř 35:40 Jaroslav Vlach 46:45 Jaroslav Vlach |  |          |  | Rozhodčí: Robin Šír Roman Svoboda Čároví: Jaromír Bryška Michal Axman |

| 22. března 2021 17:00 | Mountfield HK | 0:3 (0:2, 0:1, 0:0) | Bílí Tygři Liberec | ČPP aréna, Hradec Králové |  |

| Zpráva |       |          |                                                          |                                                                        |
|        |       | Brankáři |                                                          | Rozhodčí: Jakub Šindel Antonín Jeřábek Čároví: Tomáš Pešek Ondřej Malý |
| nikdo  | nikdo |          | 06:34 Petr Jelínek 18:59 Michal Bulíř 23:47 Michal Bulíř | Rozhodčí: Jakub Šindel Antonín Jeřábek Čároví: Tomáš Pešek Ondřej Malý |

| 23. března 2021 17:00 | Mountfield HK | 1:3 (1:0, 0:0, 0:3) | Bílí Tygři Liberec | ČPP aréna, Hradec Králové |  |

| Zpráva            |                   |          |                                                          |                                                                      |
|                   |                   | Brankáři |                                                          | Rozhodčí: Vladimír Pešina Adam Kika Čároví: Tomáš Gerát Daniel Hynek |
| 10:03 Petr Koukal | 10:03 Petr Koukal |          | 50:25 Dávid Gríger 50:46 Petr Jelínek 59:45 Michal Bulíř | Rozhodčí: Vladimír Pešina Adam Kika Čároví: Tomáš Gerát Daniel Hynek |

Do semifinéle play off postoupil tým Bílí Tygři Liberec, když zvítězil 4:0 na zápasy.

#### BK Mladá Boleslav(3.) –HC Dynamo Pardubice(7.)
| 18. března 2021 17:00 | BK Mladá Boleslav | 2:0 (0:0, 1:0, 1:0) | HC Dynamo Pardubice | ŠKO-ENERGO Aréna, Mladá Boleslav |  |

| Zpráva                              |  |          |  |                                                                   |
|                                     |  | Brankáři |  | Rozhodčí: Pavel Hodek Tomáš Horák Čároví: Jakub Frodl Vít Komárek |
| 34:31 Adam Zbořil 59:37 Martin Ševc |  |          |  | Rozhodčí: Pavel Hodek Tomáš Horák Čároví: Jakub Frodl Vít Komárek |

| 19. března 2021 17:00 | BK Mladá Boleslav | 5:0 (1:0, 1:0, 3:0) | HC Dynamo Pardubice | ŠKO-ENERGO Aréna, Mladá Boleslav |  |

| Zpráva                                                                                                  | |          |       |                                                                      |
| | | Brankáři |       | Rozhodčí: René Hradil Roman Mrkva Čároví: Jiří Gebauer Marek Hlavatý |
| 10:31 Jakub Kotala 39:41 David Šťasný 42:01 David Cienciala 49:08 Jakub Kotala 52:20 Valentin Claireaux | 10:31 Jakub Kotala 39:41 David Šťasný 42:01 David Cienciala 49:08 Jakub Kotala 52:20 Valentin Claireaux |          | nikdo | Rozhodčí: René Hradil Roman Mrkva Čároví: Jiří Gebauer Marek Hlavatý |

| 22. března 2021 17:00 | HC Dynamo Pardubice | 2:4 (1:2, 1:1, 0:1) | BK Mladá Boleslav | enteria arena, Pardubice |  |

| Zpráva                                     |                                            |          |                                                                                    |                                                                           |
|                                            |                                            | Brankáři |                                                                                    | Rozhodčí: Vladimír Pešina Daniel Pražák Čároví: Tomáš Brejcha Michal Zíka |
| 14:29 Anthony Camara 23:41 Andrej Kosticyn | 14:29 Anthony Camara 23:41 Andrej Kosticyn |          | 02:26 Joona Jaaskelainen 19:00 Jakub Kotala 29:27 David Šťastný 59:29 Jakub Kotala | Rozhodčí: Vladimír Pešina Daniel Pražák Čároví: Tomáš Brejcha Michal Zíka |

| 23. března 2021 17:00 | HC Dynamo Pardubice | 3:5 (2:0, 1:1, 0:4) | BK Mladá Boleslav | enteria arena, Pardubice |  |

| Zpráva                                                          |                                                                 |          | |                                                                      |
|                                                                 |                                                                 | Brankáři | | Rozhodčí: René Hradil Roman Mrkva Čároví: Jiří Gebauer Marek Hlavatý |
| 06:51 Patrik Poulíček 07:36 Radoslav Tybor 20:47 Anthony Camara | 06:51 Patrik Poulíček 07:36 Radoslav Tybor 20:47 Anthony Camara |          | 21:40 Joona Jaaskelainen 46:16 Pavel Kousal 47:34 Petr Šidlík 50:58 Jakub Kotala 59:49 Jan Stránský | Rozhodčí: René Hradil Roman Mrkva Čároví: Jiří Gebauer Marek Hlavatý |

Do semifinéle play off postoupil tým BK Mladá Boleslav, když zvítězil 4:0 na zápasy.

#### HC Oceláři Třinec(2.) –HC Kometa Brno(9.)
| 20. března 2021 17:00 | HC Oceláři Třinec | 5:0 (3:0, 1:0, 1:0) | HC Kometa Brno | Werk Arena, Třinec |  |

| Zpráva                                                                                               |  |          |  |                                                                      |
| |  | Brankáři |  | Rozhodčí: Oldřich Hejduk Adam Kika Čároví: Jiří Ganger David Klouček |
| 01:14 Tomáš Kundrátek 01:51 Michal Kovařčík 12:10 Martin Růžička 25:50 Jack Rodewald 45:09 Erik Hrňa |  |          |  | Rozhodčí: Oldřich Hejduk Adam Kika Čároví: Jiří Ganger David Klouček |

| 21. března 2021 17:00 | HC Oceláři Třinec | 7:2 (2:1, 3:0, 2:1) | HC Kometa Brno | Werk Arena, Třinec |  |

| Zpráva | |          |                                      |                                                                          |
| | | Brankáři |                                      | Rozhodčí: Pavel Hodek Pavel Obadal Čároví: Miroslav Lhotský Jiří Svoboda |
| 11:19 Daniel Kurovský 19:54 Matěj Stránský 26:56 Martin Růžička 29:30 Michal Kovařčík 39:58 Ralfs Freibergs 58:57 Michal Kovařčík 59:29 Tomáš Marcinko | 11:19 Daniel Kurovský 19:54 Matěj Stránský 26:56 Martin Růžička 29:30 Michal Kovařčík 39:58 Ralfs Freibergs 58:57 Michal Kovařčík 59:29 Tomáš Marcinko |          | 02:42 Petr Zámorský 46:11 Petr Holík | Rozhodčí: Pavel Hodek Pavel Obadal Čároví: Miroslav Lhotský Jiří Svoboda |

| 24. března 2021 17:00 | HC Kometa Brno | 1:4 (0:1, 1:1, 0:2) | HC Oceláři Třinec | DRFG Arena, Brno |  |

| Zpráva              |                     |          |                                                                                |                                                                    |
|                     |                     | Brankáři |                                                                                | Rozhodčí: René Hradil Robin Šír Čároví: Jiří Gebauer Marek Hlavatý |
| 23:07 Peter Mueller | 23:07 Peter Mueller |          | 07:26 Martin Růžička 33:52 Martin Gernát 46:54 Erik Hrňa 53:22 Michal Kovařčík | Rozhodčí: René Hradil Robin Šír Čároví: Jiří Gebauer Marek Hlavatý |

| 25. března 2021 17:00 | HC Kometa Brno | 1:4 (1:1, 0:2, 0:1) | HC Oceláři Třinec | DRFG Arena, Brno |  |

| Zpráva             |                    |          |                                                                                         |                                                                           |
|                    |                    | Brankáři |                                                                                         | Rozhodčí: Oldřich Hejduk Vladimír Pešina Čároví: Jiří Ondráček Josef Špůr |
| 12:33 Jakub Klepiš | 12:33 Jakub Klepiš |          | 15:56 Jack Rodewald 01:32 Martin Stránský 05:01 Patrik Hrehorčák 10:43 Patrik Hrehorčák | Rozhodčí: Oldřich Hejduk Vladimír Pešina Čároví: Jiří Ondráček Josef Špůr |

Do semifinéle play off postoupil tým HC Oceláři Třinec , když zvítězil 4:0 na zápasy.

#### HC Sparta Praha(1.) –HC Olomouc(12.)
| 20. března 2021 17:00 | HC Sparta Praha | 3:1 (1:0, 1:1, 1:0) | HC Olomouc | O2 arena, Libeň Návštěvnost: Bez diváků |  |

| Zpráva | |                 |                                                |                                                                        |
| Alexander Salák | Alexander Salák | Brankáři        | Branislav Konrád                               | Rozhodčí: Antonín Jeřábek Petr Úlehla Čároví: Ladislav Lučan Milan Kis |
| 12:24 Vladimír Sobotka (Roman Horák, Michal Řepík) 39:15 Jan Košťálek, Vladimír Sobotka) 59:07 Vladimír Sobotka (Michal Řepík, Milan Jurčina) | 12:24 Vladimír Sobotka (Roman Horák, Michal Řepík) 39:15 Jan Košťálek, Vladimír Sobotka) 59:07 Vladimír Sobotka (Michal Řepík, Milan Jurčina) | 1:0 1:1 2:1 3:1 | 37:08 Petr Kolouch (David Škůrek, Tomáš Dujsík | Rozhodčí: Antonín Jeřábek Petr Úlehla Čároví: Ladislav Lučan Milan Kis |
| 10 min | 10 min | Tresty          | 10 min                                         | Rozhodčí: Antonín Jeřábek Petr Úlehla Čároví: Ladislav Lučan Milan Kis |
| 28 | 28 | Střely          | 25                                             | Rozhodčí: Antonín Jeřábek Petr Úlehla Čároví: Ladislav Lučan Milan Kis |

| 21. března 2021 17:00 | HC Sparta Praha | 2:0 (1:0, 1:0, 0:0) | HC Olomouc | O2 arena, Libeň |  |

| Zpráva                                |                                       |          |       |                                                                       |
|                                       |                                       | Brankáři |       | Rozhodčí: Robin Šír Matěj Sýkora Čároví: Vít Lederer Vladimír Rožánek |
| 05:25 Michal Řepík 24:20David Tomášek | 05:25 Michal Řepík 24:20David Tomášek |          | nikdo | Rozhodčí: Robin Šír Matěj Sýkora Čároví: Vít Lederer Vladimír Rožánek |

| 24. března 2021 17:00 | HC Olomouc | 2:3 (0:1, 1:0, 1:2) | HC Sparta Praha | Zimní stadion Olomouc, Olomouc |  |

| Zpráva                                      |                                             |          |                                                              |                                                                           |
|                                             |                                             | Brankáři |                                                              | Rozhodčí: Antonín Jeřábek Petr Lacina Čároví: Lukáš Kajínek Radek Špringl |
| 08:27 Rostislav Olesz 12:55 Rostislav Olesz | 08:27 Rostislav Olesz 12:55 Rostislav Olesz |          | 01:35 Miroslav Forman 00:55 Adam Polášek 14:19 David Tomášek | Rozhodčí: Antonín Jeřábek Petr Lacina Čároví: Lukáš Kajínek Radek Špringl |

| 25. března 2021 19:00 | HC Olomouc | 0:3 (0:0, 0:3, 0:0) | HC Sparta Praha | Zimní stadion Olomouc, Olomouc Návštěvnost: Bez diváků |  |

| Zpráva           |                  |             | |                                                                       |
| Branislav Konrád | Branislav Konrád | Brankáři    | Alexander Salák | Rozhodčí: Robin Šír Matěj Sýkora Čároví: Vít Lederer Vladimír Rožánek |
|                  |                  | 0:1 0:2 0:3 | 30:31 Jan Košťálek (Lukáš Rousek, Andrej Kudrna) 31:11 Michal Řepík (Roman Horák, Tomáš Dvořák) 34:12 David Němeček (David Tomášek, Tomáš Pavelka) | Rozhodčí: Robin Šír Matěj Sýkora Čároví: Vít Lederer Vladimír Rožánek |
| 6 min            | 6 min            | Tresty      | 10 min | Rozhodčí: Robin Šír Matěj Sýkora Čároví: Vít Lederer Vladimír Rožánek |
| 24               | 24               | Střely      | 23 | Rozhodčí: Robin Šír Matěj Sýkora Čároví: Vít Lederer Vladimír Rožánek |

Konečný stav série 4:0 pro tým HC Sparta Praha.

### Semifinále

#### HC Oceláři Třinec(2.) –BK Mladá Boleslav(3.)
| 3. dubna 2021 15:00 | HC Oceláři Třinec | 2:0 (0:0, 2:0, 0:0) | BK Mladá Boleslav | Werk Arena, Třinec Návštěvnost: Bez diváků |  |

| Zpráva                                                                                               | |          |             |                                                                                |
| Ondřej Kacetl                                                                                        | Ondřej Kacetl                                                                                        | Brankáři | Jan Růžička | Rozhodčí: Antonín Jeřábek Oldřich Hejduk Čároví: Miroslav Lhotský Jiří Svoboda |
| 25:02 Martin Růžička (Petr Vrána, Erik Hrňa) 28:32 Michal Kovařčík (Ralfs Freibergs, Martin Růžička) | 25:02 Martin Růžička (Petr Vrána, Erik Hrňa) 28:32 Michal Kovařčík (Ralfs Freibergs, Martin Růžička) | 1:0 2:0  |             | Rozhodčí: Antonín Jeřábek Oldřich Hejduk Čároví: Miroslav Lhotský Jiří Svoboda |
| 6 min                                                                                                | 6 min                                                                                                | Tresty   | 12 min      | Rozhodčí: Antonín Jeřábek Oldřich Hejduk Čároví: Miroslav Lhotský Jiří Svoboda |
| 36                                                                                                   | 36                                                                                                   | Střely   | 23          | Rozhodčí: Antonín Jeřábek Oldřich Hejduk Čároví: Miroslav Lhotský Jiří Svoboda |

| 4. dubna 2021 17:00 | HC Oceláři Třinec | 1:3 (1:1, 0:2, 0:0) | BK Mladá Boleslav | Werk Arena, Třinec Návštěvnost: Bez diváků |  |

| Zpráva                                               |                                                      |                 | |                                                                     |
| Ondřej Kacetl                                        | Ondřej Kacetl                                        | Brankáři        | Jan Růžička | Rozhodčí: Vladimír Pešina Adam Kika Čároví: Vít Lederer Michal Zíka |
| 08:09 Jack Rodewald (Jan Jaroměřský, Michael Špaček) | 08:09 Jack Rodewald (Jan Jaroměřský, Michael Špaček) | 1:0 1:1 1:2 1:3 | 15:00 Jakub Strnad (Jan Stránský, Martin Ševc) 30:42 Maris Bičevskis (Jakub Strnad, Jan Stránský) 32:30 David Bernad (Joona Jääskeläinen) | Rozhodčí: Vladimír Pešina Adam Kika Čároví: Vít Lederer Michal Zíka |
| 18 min                                               | 18 min                                               | Tresty          | 10 min | Rozhodčí: Vladimír Pešina Adam Kika Čároví: Vít Lederer Michal Zíka |
| 30                                                   | 30                                                   | Střely          | 22 | Rozhodčí: Vladimír Pešina Adam Kika Čároví: Vít Lederer Michal Zíka |

| 7. dubna 2021 19:00 | BK Mladá Boleslav | 1:3 (0:2, 1:1, 0:0) | HC Oceláři Třinec | ŠKO-ENERGO Aréna, Mladá Boleslav Návštěvnost: Bez diváků |  |

| Zpráva                                          |                                                 |                 | |                                                                     |
| Jan Růžička                                     | Jan Růžička                                     | Brankáři        | Ondřej Kacetl | Rozhodčí: Pavel Hodek Petr Lacina Čároví: Tomáš Brejcha Tomáš Pešek |
| 28:18 David Šťastný (Petr Šidlík, Jakub Kotala) | 28:18 David Šťastný (Petr Šidlík, Jakub Kotala) | 0:1 0:2 1:2 1:3 | 01:50 Jack Rodewald (Michael Špaček, Michal Kovařčík) 12:02 Martin Růžička (Matěj Stránský, Petr Vrána) 38:32 Miloš Roman (Vladimír Dravecký) | Rozhodčí: Pavel Hodek Petr Lacina Čároví: Tomáš Brejcha Tomáš Pešek |
| 4 min                                           | 4 min                                           | Tresty          | 6 min | Rozhodčí: Pavel Hodek Petr Lacina Čároví: Tomáš Brejcha Tomáš Pešek |
| 35                                              | 35                                              | Střely          | 18 | Rozhodčí: Pavel Hodek Petr Lacina Čároví: Tomáš Brejcha Tomáš Pešek |

| 8. dubna 2021 19:00 | BK Mladá Boleslav | 3:1 (1:1, 1:0, 1:0) | HC Oceláři Třinec | ŠKO-ENERGO Aréna, Mladá Boleslav Návštěvnost: Bez diváků |  |

| Zpráva | |                 |                                        |                                                                        |
| Jan Růžička | Jan Růžička | Brankáři        | Ondřej Kacetl                          | Rozhodčí: René Hradil Oldřich Hejduk Čároví: Jiří Ganger David Klouček |
| 16:22 Joona Jääskeläinen (Marek Hrbas, Mitchell Fillman) 25:02 David Cienciala (David Šťastný, Jakub Kotala) 58:25 Martin Ševc (Marek Hrbas, Jan Stránský) | 16:22 Joona Jääskeläinen (Marek Hrbas, Mitchell Fillman) 25:02 David Cienciala (David Šťastný, Jakub Kotala) 58:25 Martin Ševc (Marek Hrbas, Jan Stránský) | 0:1 1:1 2:1 3:1 | 05:58 Matěj Stránský (Tomáš Kundrátek) | Rozhodčí: René Hradil Oldřich Hejduk Čároví: Jiří Ganger David Klouček |
| 2 min | 2 min | Tresty          | 2 min                                  | Rozhodčí: René Hradil Oldřich Hejduk Čároví: Jiří Ganger David Klouček |
| 30 | 30 | Střely          | 16                                     | Rozhodčí: René Hradil Oldřich Hejduk Čároví: Jiří Ganger David Klouček |

| 11. dubna 2021 14:00 | HC Oceláři Třinec | 3:0 (1:0, 2:0, 0:0) | BK Mladá Boleslav | Werk Arena, Třinec Návštěvnost: Bez diváků |  |

| Zpráva | |             |             |                                                                         |
| Ondřej Kacetl | Ondřej Kacetl | Brankáři    | Jan Růžička | Rozhodčí: Pavel Hodek Petr Lacina Čároví: Miroslav Lhotský Jiří Svoboda |
| 05:22 Martin Růžička (David Musil, Matěj Stránský) 23:02 Petr Vrána (Matěj Stránský, Martin Růžička) 36:03 Michael Špaček (Marian Adámek, David Musil) | 05:22 Martin Růžička (David Musil, Matěj Stránský) 23:02 Petr Vrána (Matěj Stránský, Martin Růžička) 36:03 Michael Špaček (Marian Adámek, David Musil) | 1:0 2:0 3:0 |             | Rozhodčí: Pavel Hodek Petr Lacina Čároví: Miroslav Lhotský Jiří Svoboda |
| 16 min | 16 min | Tresty      | 16 min      | Rozhodčí: Pavel Hodek Petr Lacina Čároví: Miroslav Lhotský Jiří Svoboda |
| 24 | 24 | Střely      | 22          | Rozhodčí: Pavel Hodek Petr Lacina Čároví: Miroslav Lhotský Jiří Svoboda |

| 13. dubna 2021 17:00 | BK Mladá Boleslav | 4:2 (1:0, 2:1, 1:1) | HC Oceláři Třinec | ŠKO-ENERGO Aréna, Mladá Boleslav Návštěvnost: Bez diváků |  |

| Zpráva | |                         |                                                                                          |                                                                       |
| Jan Růžička | Jan Růžička | Brankáři                | Ondřej Kacetl                                                                            | Rozhodčí: Pavel Hodek Oldřich Hejduk Čároví: Jiří Ondráček Josef Špůr |
| 14:27 Jakub Kotala (David Šťastný, Martin Pláněk) 34:02 Pavel Kousal (Ondřej Najman) 39:31 Ondřej Najman (Martin Pláněk, Ondřej Dlapa) 59:03 Pavel Kousal (bez asistence) | 14:27 Jakub Kotala (David Šťastný, Martin Pláněk) 34:02 Pavel Kousal (Ondřej Najman) 39:31 Ondřej Najman (Martin Pláněk, Ondřej Dlapa) 59:03 Pavel Kousal (bez asistence) | 1:0 1:1 2:1 3:1 3:2 4:2 | 29:15 Martin Růžička (Jan Jaroměřský) 49:29 Ralfs Freibergs (Petr Vrána, Matěj Stránský) | Rozhodčí: Pavel Hodek Oldřich Hejduk Čároví: Jiří Ondráček Josef Špůr |
| 20 min | 20 min | Tresty                  | 8 min                                                                                    | Rozhodčí: Pavel Hodek Oldřich Hejduk Čároví: Jiří Ondráček Josef Špůr |
| 32 | 32 | Střely                  | 32                                                                                       | Rozhodčí: Pavel Hodek Oldřich Hejduk Čároví: Jiří Ondráček Josef Špůr |

| 15. dubna 2021 19:00 | HC Oceláři Třinec | 3:0 (0:0, 0:0, 3:0) | BK Mladá Boleslav | Werk Arena, Třinec Návštěvnost: Bez diváků |  |

| Zpráva | |             |             |                                                                            |
| Ondřej Kacetl | Ondřej Kacetl | Brankáři    | Jan Růžička | Rozhodčí: Pavel Hodek Oldřich Hejduk Čároví: Miroslav Lhotský Jiří Svoboda |
| 47:00 Martin Růžička (Michael Špaček) 59:21 Tomáš Marcinko (bez asistence) 59:36 Patrik Hrehorčák (bez asistence) | 47:00 Martin Růžička (Michael Špaček) 59:21 Tomáš Marcinko (bez asistence) 59:36 Patrik Hrehorčák (bez asistence) | 1:0 2:0 3:0 |             | Rozhodčí: Pavel Hodek Oldřich Hejduk Čároví: Miroslav Lhotský Jiří Svoboda |
| 12 min | 12 min | Tresty      | 28 min      | Rozhodčí: Pavel Hodek Oldřich Hejduk Čároví: Miroslav Lhotský Jiří Svoboda |
| 25 | 25 | Střely      | 23          | Rozhodčí: Pavel Hodek Oldřich Hejduk Čároví: Miroslav Lhotský Jiří Svoboda |

Konečný stav série 4:3 na zápasy pro HC Oceláři Třinec.

#### HC Sparta Praha(1.) –Bílí Tygři Liberec(4.)
| 3. dubna 2021 17:00 | HC Sparta Praha | 1:5 (1:0, 0:1, 0:4) | Bílí Tygři Liberec | O2 arena, Libeň Návštěvnost: Bez diváků |  |

| Zpráva                                             |                                                    |                         | |                                                                  |
| Alexander Salák                                    | Alexander Salák                                    | Brankáři                | Petr Kváča | Rozhodčí: Robin Šír Adam Kika Čároví: Jiří Gebauer Marek Hlavatý |
| 19:05 Michal Řepík (Roman Horák, Vladimír Sobotka) | 19:05 Michal Řepík (Roman Horák, Vladimír Sobotka) | 1:0 1:1 1:2 1:3 1:4 1:5 | 32:15 Adam Najman (Dávid Gríger) 41:47 Jaroslav Vlach (Lukáš Derner, Petr Jelínek) 48:52 Jakub Rychlovský (Radovan Pavlík) 54:20 Jaroslav Vlach (Daniel Špaček, Petr Jelínek) 59:26 Jaroslav Vlach (Michal Birner, Radan Lenc) | Rozhodčí: Robin Šír Adam Kika Čároví: Jiří Gebauer Marek Hlavatý |
| 6 min                                              | 6 min                                              | Tresty                  | 6 min | Rozhodčí: Robin Šír Adam Kika Čároví: Jiří Gebauer Marek Hlavatý |
| 26                                                 | 26                                                 | Střely                  | 30 | Rozhodčí: Robin Šír Adam Kika Čároví: Jiří Gebauer Marek Hlavatý |

| 4. dubna 2021 15:00 | HC Sparta Praha | 1:3 (0:1, 0:0, 1:2) | Bílí Tygři Liberec | O2 arena, Libeň Návštěvnost: Bez diváků |  |

| Zpráva                              |                                     |                 | |                                                                    |
| Alexander Salák                     | Alexander Salák                     | Brankáři        | Petr Kváča | Rozhodčí: René Hradil Roman Mrkva Čároví: Jiří Ondráček Josef Špůr |
| 59:44 David Tomášek (bez asistence) | 59:44 David Tomášek (bez asistence) | 0:1 0:2 0:3 1:3 | 07:23 Michal Bulíř (Radan Lenc, Dávid Gríger) 51:32 Adam Musil (bez asistence) 58:42 Michal Bulíř (Dávid Gríger, Radan Lenc) | Rozhodčí: René Hradil Roman Mrkva Čároví: Jiří Ondráček Josef Špůr |
| 10 min                              | 10 min                              | Tresty          | 18 min | Rozhodčí: René Hradil Roman Mrkva Čároví: Jiří Ondráček Josef Špůr |
| 20                                  | 20                                  | Střely          | 34 | Rozhodčí: René Hradil Roman Mrkva Čároví: Jiří Ondráček Josef Špůr |

| 7. dubna 2021 17:00 | Bílí Tygři Liberec | 3:2 PP (0:1, 2:1, 0:0 - 1:0) | HC Sparta Praha | Home Credit Arena, Liberec Návštěvnost: Bez diváků |  |

| Zpráva | |                     |                                                                                           |                                                                         |
| Petr Kváča | Petr Kváča | Brankáři            | Matěj Machovský                                                                           | Rozhodčí: Antonín Jeřábek Jakub Šindel Čároví: Tomáš Gerát Daniel Hynek |
| 27:57 Michal Birner (Ronald Knot, Radan Lenc) 38:07 Ronald Knot (Radan Lenc, Michal Birner) 62:53 Dávid Gríger (Radan Lenc, Michal Birner) | 27:57 Michal Birner (Ronald Knot, Radan Lenc) 38:07 Ronald Knot (Radan Lenc, Michal Birner) 62:53 Dávid Gríger (Radan Lenc, Michal Birner) | 0:1 0:2 1:2 2:2 3:2 | 10:34 Ladislav Zikmund (David Dvořáček, Adam Polášek) 25:37 David Tomášek (bez asistence) | Rozhodčí: Antonín Jeřábek Jakub Šindel Čároví: Tomáš Gerát Daniel Hynek |
| 16 min | 16 min | Tresty              | 14 min                                                                                    | Rozhodčí: Antonín Jeřábek Jakub Šindel Čároví: Tomáš Gerát Daniel Hynek |
| 42 | 42 | Střely              | 22                                                                                        | Rozhodčí: Antonín Jeřábek Jakub Šindel Čároví: Tomáš Gerát Daniel Hynek |

| 8. dubna 2021 17:00 | Bílí Tygři Liberec | 0:5 (0:3, 0:0, 0:2) | HC Sparta Praha | Home Credit Arena, Liberec Návštěvnost: Bez diváků |  |

| Zpráva     |            |                     | |                                                                |
| Petr Kváča | Petr Kváča | Brankáři            | Matěj Machovský | Rozhodčí: Robin Šír Adam Kika Čároví: Vít Lederer Jiří Svoboda |
|            |            | 0:1 0:2 0:3 0:4 0:5 | 08:26 David Dvořáček (Milan Jurčina, Tomáš Dvořák) 08:58 Roman Horák (Lukáš Rousek, David Němeček) 16:33 Jan Košťálek (Matúš Sukel') 43:33 Lukáš Rousek (David Němeček, Jan Košťálek) 54:55 Michal Řepík (Roman Horák, Vladimír Sobotka) | Rozhodčí: Robin Šír Adam Kika Čároví: Vít Lederer Jiří Svoboda |
| 12 min     | 12 min     | Tresty              | 16 min | Rozhodčí: Robin Šír Adam Kika Čároví: Vít Lederer Jiří Svoboda |
| 27         | 27         | Střely              | 24 | Rozhodčí: Robin Šír Adam Kika Čároví: Vít Lederer Jiří Svoboda |

| 11. dubna 2021 17:00 | HC Sparta Praha | 3:2 2PP (1:0, 0:1, 1:1 - 1:0) | Bílí Tygři Liberec | O2 arena |  |

| Zpráva                                                  |                                                         |  |                                          |
| 08:30 Adam Polášek 54:48 Roman Horák 81:00 Michal Řepík | 08:30 Adam Polášek 54:48 Roman Horák 81:00 Michal Řepík |  | 38:54 Ondřej Vitásek 46:57 Michal Birner |

| 13. dubna 2021 17:00 | Bílí Tygři Liberec | 2:3 PP (0:0, 0:2, 2:0 - 0:1) | HC Sparta Praha | Home Credit Arena |  |

| Zpráva                                |                                       |  |                                                         |
| 47:08 Dávid Gríger 49:24 Dávid Gríger | 47:08 Dávid Gríger 49:24 Dávid Gríger |  | 27:33 Lukáš Rousek 34:51 Roman Horák 77:23 Jan Košťálek |

| 15. dubna 2021 17:00 | HC Sparta Praha | 1:2 (0:1, 0:1, 1:0) | Bílí Tygři Liberec | O2 arena |  |

| Zpráva             |                    |  |                                        |
| 40:46 Michal Řepík | 40:46 Michal Řepík |  | 07:41 Ondřej Vitásek 12:43 Adam Najman |

Do finále play off postoupil tým Bílí Tygři Liberec , když zvítězil 4:3 na zápasy.

### Finále

#### HC Oceláři Třinec(2.) –Bílí Tygři Liberec(4.)
| 18. dubna 2021 18:00 | HC Oceláři Třinec | 6:2 (3:0, 3:2, 0:0) | Bílí Tygři Liberec | Werk Arena, Třinec Návštěvnost: 477 |  |

| Zpráva | |                                 |                                                                                              |                                                                  |
| Ondřej Kacetl | Ondřej Kacetl | Brankáři                        | Petr Kváča, Jaroslav Pavelka                                                                 | Rozhodčí: Robin Šír Petr Lacina Čároví: Jiří Ondráček Josef Špůr |
| 06:50 Ralfs Freibergs (Martin Růžička, Marian Adámek) 09:12 Tomáš Kundrátek (Milan Doudera, Matěj Stránský) 14:09 Erik Hrňa (Ralfs Freibergs, Martin Růžička) 25:28 Michael Špaček (Ondřej Kovařčík, Ralfs Freibergs) 29:44 Matěj Stránský (Martin Gernát, Martin Růžička) 35:43 Milan Doudera (Michal Kovařčík, Michael Špaček) | 06:50 Ralfs Freibergs (Martin Růžička, Marian Adámek) 09:12 Tomáš Kundrátek (Milan Doudera, Matěj Stránský) 14:09 Erik Hrňa (Ralfs Freibergs, Martin Růžička) 25:28 Michael Špaček (Ondřej Kovařčík, Ralfs Freibergs) 29:44 Matěj Stránský (Martin Gernát, Martin Růžička) 35:43 Milan Doudera (Michal Kovařčík, Michael Špaček) | 1:0 2:0 3:0 3:1 4:1 4:2 5:2 6:2 | 20:35 Michal Birner (Dávid Gríger, Radan Lenc) 28:20 Adam Musil (Michal Birner, Adam Najman) | Rozhodčí: Robin Šír Petr Lacina Čároví: Jiří Ondráček Josef Špůr |
| 26 min | 26 min | Tresty                          | 55 min                                                                                       | Rozhodčí: Robin Šír Petr Lacina Čároví: Jiří Ondráček Josef Špůr |
| 30 | 30 | Střely                          | 20                                                                                           | Rozhodčí: Robin Šír Petr Lacina Čároví: Jiří Ondráček Josef Špůr |

| 19. dubna 2021 17:00 | HC Oceláři Třinec | 3:1 (0:0, 2:0, 1:1) | Bílí Tygři Liberec | Werk Arena, Třinec Návštěvnost: 424 |  |

| Zpráva | |                 |                                               |                                                                        |
| Ondřej Kacetl | Ondřej Kacetl | Brankáři        | Petr Kváča                                    | Rozhodčí: Pavel Hodek Antonín Jeřábek Čároví: Vít Lederer Daniel Hynek |
| 34:06 Petr Vrána (Matěj Stránský, Martin Růžička) 38:03 Miloš Roman (Tomáš Kundrátek, David Musil) 59:22 Jack William Rodewald (Tomáš Marcinko, David Musil) | 34:06 Petr Vrána (Matěj Stránský, Martin Růžička) 38:03 Miloš Roman (Tomáš Kundrátek, David Musil) 59:22 Jack William Rodewald (Tomáš Marcinko, David Musil) | 1:0 2:0 2:1 3:1 | 44:43 Michal Bulíř (Dávid Gríger, Radan Lenc) | Rozhodčí: Pavel Hodek Antonín Jeřábek Čároví: Vít Lederer Daniel Hynek |
| 6 min | 6 min | Tresty          | 31 min                                        | Rozhodčí: Pavel Hodek Antonín Jeřábek Čároví: Vít Lederer Daniel Hynek |
| 22 | 22 | Střely          | 16                                            | Rozhodčí: Pavel Hodek Antonín Jeřábek Čároví: Vít Lederer Daniel Hynek |

| 22. dubna 2021 18:30 | Bílí Tygři Liberec | 3:0 (2:0, 0:0, 1:0) | HC Oceláři Třinec | Home Credit Arena, Liberec Návštěvnost: 300 |  |

| Zpráva | |             |               |                                                                     |
| Petr Kváča | Petr Kváča | Brankáři    | Ondřej Kacetl | Rozhodčí: René Hradil Roman Mrkva Čároví: Tomáš Brejcha Tomáš Pešek |
| 03:37 Petr Kolmann (Mislav Rosandič, Michal Birner) 16:02 Radan Lenc (Michal Birner) 59:11 Michal Bulíř (bez asistence) | 03:37 Petr Kolmann (Mislav Rosandič, Michal Birner) 16:02 Radan Lenc (Michal Birner) 59:11 Michal Bulíř (bez asistence) | 1:0 2:0 3:0 |               | Rozhodčí: René Hradil Roman Mrkva Čároví: Tomáš Brejcha Tomáš Pešek |
| 4 min | 4 min | Tresty      | 4 min         | Rozhodčí: René Hradil Roman Mrkva Čároví: Tomáš Brejcha Tomáš Pešek |
| 29 | 29 | Střely      | 25            | Rozhodčí: René Hradil Roman Mrkva Čároví: Tomáš Brejcha Tomáš Pešek |

| 23. dubna 2021 17:00 | Bílí Tygři Liberec | 0:1 PP (0:0, 0:0, 0:0 - 0:1) | HC Oceláři Třinec | Home Credit Arena, Liberec Návštěvnost: 300 |  |

| Zpráva     |            |          |                                                    |                                                                        |
| Petr Kváča | Petr Kváča | Brankáři | Ondřej Kacetl                                      | Rozhodčí: Pavel Hodek Antonín Jeřábek Čároví: Jiří Ondráček Josef Špůr |
|            |            | 0:1      | 69:14 Matěj Stránský (Ralfs Freibergs, Petr Vrána) | Rozhodčí: Pavel Hodek Antonín Jeřábek Čároví: Jiří Ondráček Josef Špůr |
| 6 min      | 6 min      | Tresty   | 6 min                                              | Rozhodčí: Pavel Hodek Antonín Jeřábek Čároví: Jiří Ondráček Josef Špůr |
| 19         | 19         | Střely   | 26                                                 | Rozhodčí: Pavel Hodek Antonín Jeřábek Čároví: Jiří Ondráček Josef Špůr |

| 26. dubna 2021 17:00 | HC Oceláři Třinec | 3:0 (0:0, 1:0, 2:0) | Bílí Tygři Liberec | Werk Arena, Třinec Návštěvnost: 879 |  |

| Zpráva | |             |            |                                                                  |
| Ondřej Kacetl | Ondřej Kacetl | Brankáři    | Petr Kváča | Rozhodčí: Robin Šír Petr Lacina Čároví: Daniel Hynek Vít Lederer |
| 29:07 Jack William Rodewald (Michael Špaček) 51:17 Michal Kovařčík (Martin Gernát, Michael Špaček) 57:32 Vladimír Dravecký (Jack William Rodewald) | 29:07 Jack William Rodewald (Michael Špaček) 51:17 Michal Kovařčík (Martin Gernát, Michael Špaček) 57:32 Vladimír Dravecký (Jack William Rodewald) | 1:0 2:0 3:0 |            | Rozhodčí: Robin Šír Petr Lacina Čároví: Daniel Hynek Vít Lederer |
| 6 min | 6 min | Tresty      | 28 min     | Rozhodčí: Robin Šír Petr Lacina Čároví: Daniel Hynek Vít Lederer |
| 23 | 23 | Střely      | 23         | Rozhodčí: Robin Šír Petr Lacina Čároví: Daniel Hynek Vít Lederer |

## Konečné pořadí
| Pořadí           | Tým                           |
| ---------------- | ----------------------------- |
| Zlatá medaile    | HC Oceláři Třinec             |
| Stříbrná medaile | Bílí Tygři Liberec            |
| Bronzová medaile | HC Sparta Praha               |
| 4.               | BK Mladá Boleslav             |
| 5.               | Mountfield HK                 |
| 6.               | HC Dynamo Pardubice           |
| 7.               | HC Kometa Brno                |
| 8.               | HC Olomouc                    |
| 9.               | HC Škoda Plzeň                |
| 10.              | HC Vítkovice Ridera           |
| 11.              | HC Energie Karlovy Vary       |
| 12.              | HC Verva Litvínov             |
| 13.              | PSG Berani Zlín               |
| 14.              | Madeta Motor České Budějovice |

## Rozhodčí
Při utkání 25. kola v utkání Liberec - Zlín byl zasažen kotoučem do obličeje hlavní rozhodčí René Hradil, který byl převezen se zlomeným nosem do nemocnice. Utkání následně dopískal jako hlavní rozhodčí sám Tomáš Horák.

### Hlavní
- Všichni

- 4 Oldřich Hejduk
- 5 Pavel Hodek
- 7 Tomáš Horák
- 8 René Hradil
- 10 Petr Lacina
- 12 Roman Mrkva
- 13 Antonín Jeřábek
- 15 Vladimír Pešina
- 19 Roman Svoboda
- 21 Robin Šír
- 23 Petr Úlehla
- 56 Matěj Sýkora
- 60 Daniel Pražák
- 61 Tomáš Micka
- 66 Adam Kika
- 67 Zbyněk Kubičík
- 72 Pavel Obadal
- 73 Tomáš Veselý
- 79 Jakub Šindel
- 82 Luděk Pilný
- 83 Filip Vrba

### Čároví
- Všichni

- 28 Tomáš Brejcha - 33 Tomáš Gerát
- 29 Jaromír Bryška -  81 Michal Axman
- 31 Jakub Frodl – 41 Vít Komárek
- 42 Vít Lederer – 80 Vladimír Rožánek
- Václav Hanzlík (3 zápasy)
- 35 Daniel Hynek -  39 Lukáš Kajínek
- 34 Marek Hlavatý – 32 Jiří Gebauer
- 84 Petr Šimánek – 54 Michal Zíka
- 78 Radek Špringl  – 75 Lukáš Rampír
- 43 Miroslav Lhotský – 50 Jiří Svoboda
- 44 Ladislav Lučan - 40 Milan Kis
- 45 Jiří Ondráček – 51 Josef Špůr
- 46 Tomáš Pešek – 76 Ondřej Malý
- 70 Jiří Ganger – 74  David Klouček
- 85 Martin Ševic (4 zápasy)
- 86  Jan Votrubec

### Hlavní
V sezóně 2020/21 nepískal žádný mezinárodní hlavní rozhodčí

### Čároví
V sezoně 2020/21 nepískal žádný mezinárodní čárový rozhodčí